# Rocklake
Rocklake és una població dels Estats Units a l'estat de Dakota del Nord. Segons el cens del 2000 tenia 194 habitants.

## Demografia
Segons el cens del 2000, Rocklake tenia 194 habitants, 89 habitatges, i 54 famílies. La densitat de població era de 340,5 hab./km².
Dels 89 habitatges en un 27% hi vivien nens de menys de 18 anys, en un 49,4% hi vivien parelles casades, en un 9% dones solteres, i en un 39,3% no eren unitats familiars. En el 39,3% dels habitatges hi vivien persones soles el 21,3% de les quals corresponia a persones de 65 anys o més que vivien soles. El nombre mitjà de persones vivint en cada habitatge era de 2,18 i el nombre mitjà de persones que vivien en cada família era de 2,91.
Per edats la població es repartia de la següent manera: un 26,3% tenia menys de 18 anys, un 3,1% entre 18 i 24, un 26,8% entre 25 i 44, un 14,4% de 45 a 60 i un 29,4% 65 anys o més.
L'edat mediana era de 42 anys. Per cada 100 dones de 18 o més anys hi havia 98,6 homes.
La renda mediana per habitatge era de 19.886 $ i la renda mediana per família de 31.667 $. Els homes tenien una renda mediana de 21.250 $ mentre que les dones 17.188 $. La renda per capita de la població era de 13.116 $. Entorn del 2,3% de les famílies i el 8,9% de la població estaven per davall del llindar de pobresa.

## Poblacions més properes
El següent diagrama mostra les poblacions més properes.